# ۱۱۰۹ (خورشیدی)
۱۱۰۹ هزار و صد و نهمین سال هجری خورشیدی است.